# Ratchet (Transformers)
Pour les articles homonymes, voir Ratchet.
Ratchet est un personnage de l'univers fictif de Transformers.
- Nom : Ratchet
- Faction : Autobots
- Fonction : Médecin-major
- Forme alternative : Ambulance, Camion de secours Hummer H2 jaune fluo dans les films
- Taille : 20 pieds (6,1 m) dans les films
- Tué par : Un groupe de Decepticons dans G1, Lockdown et Vent de Cimetière dans le film

## Personnalité
Ratchet est dans l'ensemble très serviable surtout auprès d'Optimus ; il est un bon médecin au autobots et ne manque pas de vérifier la santé de toute personne (ce qui est parfois très gênant) ; sinon il est un autobots cool et sympa mais il garde son sérieux.
La série Transformers Animated, lui donnera un nouveau trait de personnalité qui sera réutilisé dans Transformers Prime, à savoir un caractère un peu grincheux mais tout de même compatissant.

## Séries animés

### Génération 1
Dans la série originale, Ratchet est le médecin des Autobots : c'est lui qui se charge de soigner les autres. À ce titre, il est expert en biomécanique. Fait peu surprenant, il se transforme en ambulance. Il meurt avec Ironhide dans le vaisseau qu'ils prennent, avec Prowl et Brawn, pendant une attaque des Decepticons. Ironhide et lui se ressemblent comme des jumeaux, possédant les mêmes modes véhicule et robot.

### Transformers Armada
Bien que Ratchet ne fasse aucune apparition dans cette série, plusieurs clins d'œil au personnage sont fait à travers le personnage de Red Alert, qui est d'ailleurs appelé Ratchet dans la version originale.

### Transformers: Animated
Ratchet apparait dans Transformers: Animated en tant que membre de l'équipe d'Optimus Prime, et par conséquent, un des personnages principaux. Dans cette version, il est comme toujours le médecin de l'équipe. C'est aussi le seul vétéran du groupe : il a participé à la Grande Guerre entre les Autobots et les Decepticons. En raison de ses sinistres souvenirs de cette période, Ratchet s'est assombrit, et montre un tempérament grognon, voire parfois un peu brutal, au point de souvent s'agacer des gamineries de Bumblebee. Comme dans presque toutes les versions, il se transforme en ambulance. Ses principales armes sont des électro-aimants sur les bras, qui lui permettent de transporter des objets dans une sorte de télékinésie, mais aussi de combattre. Au cours de l'histoire, il est révélé qu'il possédait jadis un générateur à impulsion magnétique capable d'assommer n'importe quel Transformers et d'effacer la mémoire à long terme. Ce générateur lui a été volé par Lockdown avant le début de la série, mais il le récupère lors de son second combat avec lui, et commence à le réutiliser avec réluctance[pas clair] dans la saison 3.
Le passé de Ratchet dans la Grande Guerre est peu à peu dévoilé dans la série : lors d'une mission confiée par Ultra Magnus, il fut charger de retrouver et ramener vivante l'agent Arcee, une Autobot détenant dans sa mémoire des codes d'accès d'une importance capitale. Ratchet réussit à la retrouver, mais, dans sa tentative de rentrer, est agressé par le chasseur de primes Lockdown, qui les capture tous deux et s'empare du Générateur à impulsion de Ratchet comme trophée. Alors que Lockdown s'apprête à les livrer aux Decepticons, les deux Autobots parvinrent à s'échapper en utilisant le Générateur de Ratchet à pleine puissance, mais cela coûta sa mémoire à Arcee.
Après cet incident, Ratchet fut réclamé par les membres de la Garde d'Élite pour tenter de récupérer tant bien que mal les codes d'accès a priori perdus que portait Arcee. Cette dernière parvint alors à transférer les codes dans la mémoire de Ratchet. Ce dernier se fit alors révéler le rôle de ces codes d'Accès : ils étaient destinés à activer une arme de destruction massive récemment créée par les Autobots :  un Transformer gigantesque et surpuissant du nom de Oméga Suprême. Réticent à l'idée de la destruction que cette arme pourrait provoquer, Ratchet accepta malgré tout d'activer et de prendre en charge Oméga Suprême, mais pris à cœur de le considérer comme un ami et de lui apprendre à se conduire en Autobot.
Malgré cela, Oméga Suprême fut forcé, pendant la Guerre, de semer une destruction terrifiante. Il parvint à permettre la victoire des Autobots, mais s'en retrouva gravement endommagé. Ratchet le fit alors se remettre en mode véhicule, et le plaça en état de stase afin de le sauver, faisant de lui le vaisseau par la suite connut comme l'Arche. À la fin de la guerre, Ratchet resta à bord de l'Arche, et fut assigné à l'équipe de réparation des Portes Stellaires d'Optimus Prime en tant que médecin

### Transformers Prime
Dans cette série, Ratchet est toujours le médecin des Autobots et son mode véhicule reste une ambulance. Il est également un grand ami d'Optimus Prime et semble être celui qui le connaît le mieux.
Durant la guerre, il a retrouvé Bumblebee en piteux état, ayant été torturé par Megatron, bien que réussissant à le sauver, il n'est pas parvenu à réparer son système vocal et reste hanté par cet échec.
Au début de la série, Ratchet se montre distant, voir méprisant des humains, et l'arrivée de Jack, Miko et Raphaël ne l'enchantait guerre. Cependant au fil des épisodes, il s'attache progressivement à ces derniers, et plus particulièrement Raph dont il admire les talents de hacker. Il ne combat presque jamais sauf dans de rares occasions. Il reste surtout à la base pour gérer l'équipe et ouvrir le pont terrestre. Il a aussi la fâcheuse tendance à s'énerver chaque fois qu'un de ses outils est endommagé (généralement par Bulkhead), criant qu'il en avait besoin.
Dans la série, il récupère une partie de la formule de l'Energon synthétique, et tente de la compléter. Il créera une première version qu'il s'administre à lui-même. Sous cet état, il est devenu plus fort, plus rapide mais aussi arrogant et agressif, allant jusqu'à crier après Optimus. Il tentera alors de s'en prendre à Megatron, mais sera vite vaincu et sérieusement endommagé par ce dernier. Il est sauvé de justesse par les Autobots, et s'excuse pour son comportement.
Dans la saison 3, il est capturé par les Decepticons qui le forcent à terminer la formule de l'Energon synthétique, afin de s'en servir pour créer de la cybermatière et réparer la serrure Omega qui restaurera Cybertron. Ceci fait, il cherchera à s'enfuir mais est arrêté par Megatron qui le jette en pâture à Predaking, voulant venger son peuple des Autobots qui ont détruit le laboratoire de Shockwave, les abritant. Ratchet révèle alors au Predacon que tout cela faisait partie d'un plan orchestré par Megatron qui voulait se débarrasser des Predacons par peur qu'ils se retournent contre lui.
Il assiste à la bataille finale et à la mort de Megatron des mains de Bumblebee qui a retrouvé sa voix grâce à la cybermatière. Lorsque les Autobots retournent sur Cybertron, il décide de rester sur Terre.
Dans le film Predacons Rising, Ratchet revient en urgence sur Cybertron pour soigner Ultra Magnus, fortement endommagé par le Predacon Skylynx. Il aide ensuite lors de la bataille contre Unicron, possédant le corps de Megatron, et assiste au sacrifice d'Optimus pour rendre l'Allspark à la planète et permettre au peuple cybertronien de renaître.

### Transformers: Robots in Disguise
Ratchet fait son retour dans les derniers épisodes de la saison 2. On apprend qu'il a été exilé de Cybertron car le nouveau conseil (qui sont en réalité des Decepticons déguisés) reprochent à Optimus Prime et son équipe d'être à l'origine de la destruction de leur planète durant la guerre civile. Aidé d'un mini-con du nom de Undertone, il traque les prisonniers Decepticons évadés pour le conseil.
Il sera heureux de retrouver ses vieux amis sur Terre, plus particulièrement Optimus Prime toujours en vie. Il aidera Bumblebee et son équipe à neutraliser les prisonniers Decepticons restants et part avec Optimus et Windblade sur Cybertron, afin d'enquêter sur le nouveau conseil.

### Transformers: La trilogie de la Guerre pour Cybertron
Cette série nous offre une nouvelle vision de Ratchet. Il était autrefois un ingénieur aux ordres d'Optimus, ayant fabriqué des armes pour les Autobots, mais ayant été témoin de l'horreur de la guerre, il en a déduit que les Autobots ne valaient pas mieux que les Decepticons et quitta leurs rangs. Il réhabilite alors une vieille base pour s'en servir d'hôpital où il y soigne les blessés sur les champs de bataille, et ce peu importe qu'ils soient Autobots ou Decepticons. Le seul mot d'ordre étant l'entraide, il interdit toute bagarre.
Dans la première partie "Siege", il récupère un Impactor blessé pour le soigner. Il reçoit plus tard la visite d'Optimus Prime et Wheeljack qui lui demande son aide pour réparer un pont spatial, Ratchet refuse dans un premier temps, ne voulant pas que la guerre s'étende dans le reste de l'univers, il finit par accepter quand Prime lui révèle que Megatron a l'intention de se servir du AllSpark pour reformater tous les cybertroniens. Impactor décide d'aider Ratchet afin de payer sa dette envers lui.
Après avoir réparé et activé le pont, Ratchet est sauvé par le sacrifice d'Impactor qui s'est pris une attaque de Starscream à sa place et meurt dans les bras de son sauveur. Il rejoint par la suite les Autobots dans l'Arche afin de fuir Cybertron.

## Films

### Transformers (film)

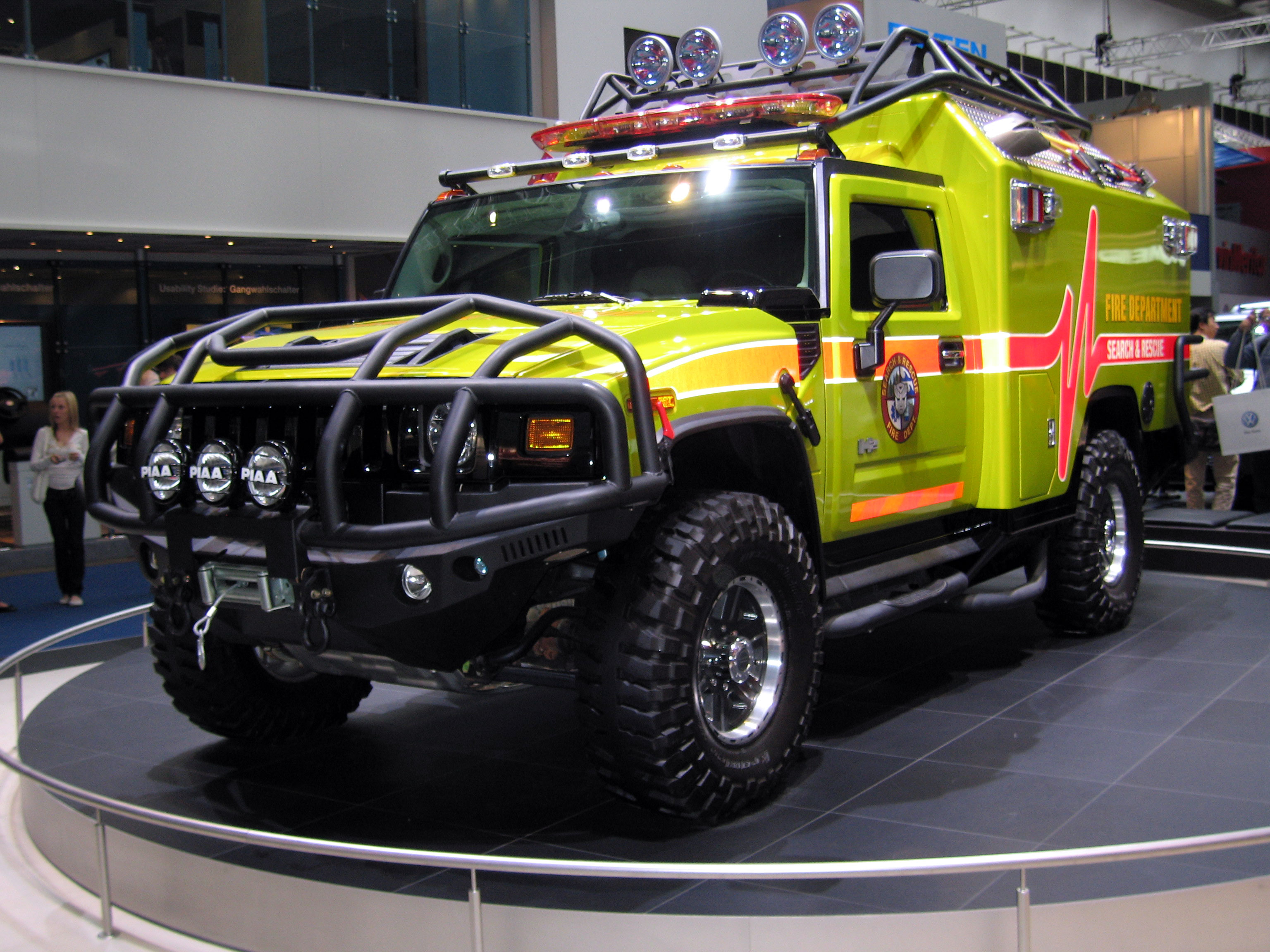
Ratchet en mode véhicule

Ratchet apparait dans le film Transformers, toujours en tant que médecin. Ratchet est proche d'Optimus comme des autres autobots. Dans le film, il ne se transforme pas en ambulance, mais en Hummer H2 de secours jaune et rouge. Son talent de biologiste se révèle lors de la présentation des Autobots, notamment où il analyse le niveau de phéromone de Sam en indiquant qu'il souhaite "s'accoupler" avec Mikaela, mettant les deux assez mal à l'aise. En allant chez Sam, il trébuche accidentellement sur des câbles électriques, provoquant une coupure de courant dans tout le quartier (les parents de Sam croyaient au départ que c'était un tremblement de terre). Il est l'un des plus grands Autobots de l'opus derrière Ironhide et Optimus Prime. Il est armé d'une scie circulaire géante, créée par la partie supérieure du Hummer H2 et de deux mitrailleuses et également d'un rayon laser. Il a coupé le bras de Brawl lors de la bataille finale en ville de Mission City; accompagné de Ironhide il protège Sam des decepticons Starscream et Blackout pour prendre le allspark. Il tue également hors de l'écran avec Ironhide le reste des gardiens : Dispensor, robot xbox 360 et robot volant. C'est lui qui, à la fin du film, répare la boite vocale et les jambes de Bumblebee avec le fragment du AllSpark.

### Transformers 2: La Revanche
Dans Transformers 2 : La Revanche, Ratchet, toujours présent avec Optimus Prime et les autres Autobots, aide l'équipe du NEST à trouver et éliminer les Decepticons encore présents où venant d'apparaître sur Terre. Ratchet n'est pas présent pendant l'attaque de Demolisher et Sideways, il apparait au QG du NEST à Diego Garcia avec d'autres Autobots et certains membres du NEST. Après la mort d'Optimus Prime, Ratchet, Ironhide, Sideswipe, Skids, Mudflap, et Bumblebee tirent sur Mégatron et Starscream avant que ceux-ci ne s'enfuient. On ne voit Ratchet, Ironhide, Jolt et Sideswipe qu'à Diego Garcia, au moment de l'arrivée du directeur Galloway et d'autres soldats, ce qui crée dans l'esprit des Autobots une colère qui ont préparé leurs armes pour se défendre Ratchet demande à Ironhide s'il fallait quitter cette planète Irohnide lui répondit alors ce n'est pas ce que Optimus souhaiterait. Ratchet accompagne tous les autres soldats et Autobots en Égypte et combat avec eux les autres Decepticons. Après cette guerre, Ratchet répare les canons d'Ironhide et les autres Autobots.

### Transformers 3: La Face cachée de la Lune
Il réapparaît dans le troisième film, de couleur verte. Il accompagne Optimus à Tchernobyl et sur la Lune. Lors de la bataille de Chicago, c'est lui qui mène les Autobots et les soldats quand Optimus s'absente. Il se fait capturer par les Decepticons mais survit grâce au crash du vaisseau saboté par Wheelie et Brains. Il aide ensuite Bumblebee à détruire le pilier principal. À la fin, il félicite Bumblebee et Sideswipe pour leur combat.
Il sera le seul Autobot, avec Bumblebee à avoir survécu tout le long des 3 films de la première trilogie.

### Transformers 4: L'Âge de l'extinction

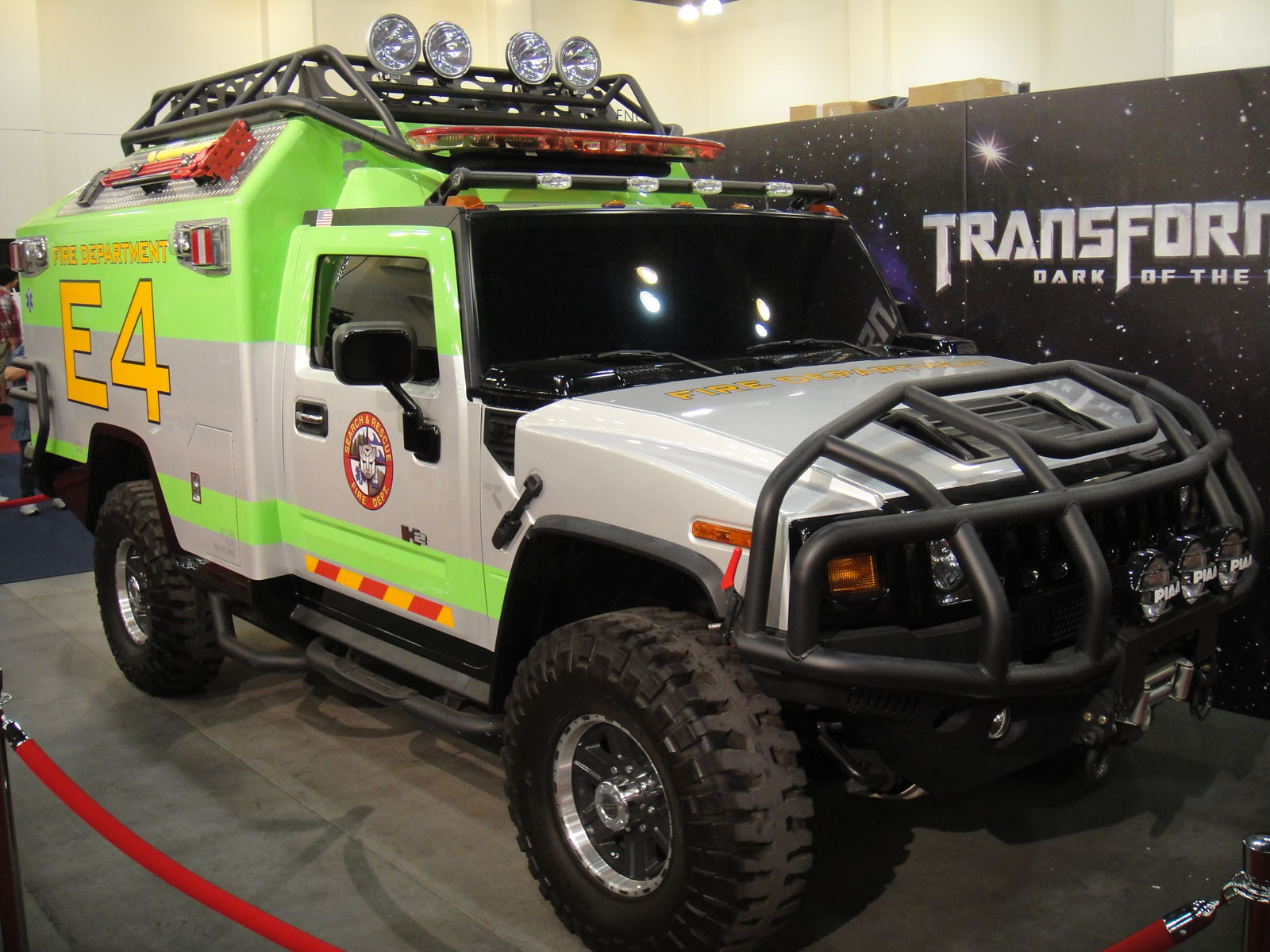
Ratchet en mode véhicule dans Transformers 3 et 4

Dans Transformers 4 : L'Âge de l'extinction, Ratchet est poursuivi par le groupe d'intervention gouvernemental Cemetery Wind (Vent de Cimetière en français), dirigé par la CIA et Harold Attinger ainsi que le chasseur de primes cybertronien Lockdown. Il est découvert se cachant dans la deuxième cheminée d'un bateau abandonnée. Les membres de la CIA la font exploser avec une charge, forçant l'Autobot à fuir en forme véhicule. Cependant, il est contraint de se transformer à nouveau afin d'échapper aux tirs mais il est touché par un missile, provoquant la perte de sa jambe droite. Ne pouvant plus s'enfuir, neutralisé et encerclé, il tente de raisonner les humains en leur disant que sur les ordres d'Optimus Prime, les Autobots sont contraints de se cacher après avoir cessé tout contact avec les humains. Lockdown surgit de l'eau et tire sur Ratchet avec son canon. Le médecin tente de se faire épargner et de se défendre avec son arme mais cette dernière est détruite après être éjecté par des explosions de bidons près de lui et le robot finit gravement endommagé à cause des tirs qu'il reçoit. Lockdown intervient et exige de Ratchet le lieu où se trouve Optimus. Cependant, Ratchet refuse de trahir son chef et répond simplement "jamais". Le chasseur finit par le tuer en lui arrachant son Spark. 
Un peu plus tard, Cade Yeager découvre et montre grâce à un drone volé la capture de Ratchet ainsi que celle de Leadfoot et Sideswipe. Optimus se rebelle jurant à ses camarades qui les vengeras.
Peu après, le corps de Ratchet est amené à KSI afin d'être fondu. Cade verra à l'entreprise la tête du robot décapitée se faire fondre aux chalumeaux. Voyant les images, le chef Autobot devient colérique, brise un lampadaire et ordonne un assaut sur le siège de KSI en guise de vengeance. Plus tard, durant la bataille finale du film, Ratchet sera vengé pour de bon lors de la mort d'Harold Attinger (car c'est lui qui a créée cette nouvelle unité) et Lockdown par Optimus à Hong-Kong. 
Le décès de Ratchet est considéré par la plupart des fanes comme la plus triste mort d'Autobot de la saga principale Transformers.

### Bumblebee
Ratchet fait une courte apparition dans la scène d'introduction du film Bumblebee, servant de reboot à la saga. Il reprend ici un look proche de la Génération 1. Tout comme le reste des Autobots, il fuit Cybertron tombé aux mains des Decepticons. Il se peut qu'il revienne dans les films à venir.